# Introductio in ius nauticum
Introductio in ius nauticum (deutsch etwa: „Einführung in das Seerecht“) ist ein 1757 in Flensburg erschienenes lateinisches Lehr- und Handbuch des Husumer Advokaten Henning Wedderkop. Es zählt zu den frühesten systematischen Darstellungen des nordeuropäischen Seerechts.

## Entstehung und Kontext
In dem auf den 22. Juli 1756 in Husum datierten Vorwort erläutert Wedderkop die Entstehung des Werkes. Demnach habe er nach seinem Jurastudium zunächst eine private Vorlesungsskizze für einen Freund verfasst. Später habe er diese ausgearbeitet, da er eine Lücke in der juristischen Literatur gesehen habe. Die meisten Autoren behandelten entweder nur das römische Recht oder die großen Seerechtsordnungen, ohne jedoch die lokalen nordeuropäischen Statuten systematisch einzubeziehen. Sein Ziel war es, diese drei Ebenen zu verbinden. Er widmete das Werk dem dänischen Staatsminister Johann Hartwig Ernst von Bernstorff, den er als seinen Förderer bezeichnete.
In der Forschung wird es zusammen mit den Arbeiten von Herman Langenbeck (1727) und Johann Julius Surland (1750) als eines der frühesten systematischen Lehrbücher des Seerechts des 18. Jahrhunderts eingestuft. In den 1770er-Jahren empfahl der finnische Rechtsgelehrte Matthias Calonius das Werk seinen Studierenden und würdigte es neben Werken von Johannes Loccenius und Johann Gottlieb Heineccius. Es genoss große Autorität in den Nordseehäfen. Es wurde 1794 in den „Entwurf einer juristischen Encyclopädie und Methodologie“ von August Friedrich Schott und Jakob Friedrich Kees aufgenommen.

## Inhalt und Systematik
Wedderkop gliederte sein Werk systematisch in sechs Bücher:
1. Liber I – De Personis Nauticis (Über die Personen der Schifffahrt) behandelt die Rechtsstellung von Reeder (exercitor navis), Kapitän (magister navis), Steuermann, Schiffsarzt und den übrigen Seeleuten, aber auch von Personen auf Kriegsschiffen.
2. Liber II – De Rebus Nauticis (Über die Sachen der Schifffahrt) definiert das Schiff, seine Bestandteile und Zubehörteile (onus navis).
3. Liber III – De Contractibus Nauticis (Über die Verträge der Schifffahrt) umfasst zwölf Vertragstypen, darunter den Schiffbauvertrag, den Kauf, die Miete (Charter), Bodmerei und den Seewechsel.
4. Liber IV – De Obligationibus ex Lege Nautica (Über die gesetzlichen Schuldverhältnisse) mit dem Schwerpunkt Haverei (de havaria), dem Schiffszusammenstoß, dem Ankerwurf und das Recht der Wiedererlangung gekaperter Schiffe.
5. Liber V – De Delictis et Poenis Nauticis (Über Delikte und Strafen in der Schifffahrt) behandelt Straftaten der Seeleute untereinander sowie spezifische Delikte wie Piraterie und Baratterie, als auch das Sanktionssystem.[8]
6. Liber VI – De Foro et Processu Nautico (Über den Gerichtsstand und den Prozess in Seerechtssachen) erörtert die Zuständigkeit und den formellen Ablauf des Verfahrens von Zivil- und Strafgerichten, Konsulaten und Admiralitätsgerichten.

Als Rechtsquellen zog Wedderkop das römische Recht (insbesondere das Corpus iuris civilis), norddeutsche Stadtrechte, Satzungen der Hanse sowie zeitgenössische internationale Rechtsfälle heran. Um eine klare Systematik zu gewährleisten, verzichtete er auf die ausführliche Kommentierung einzelner Gesetze und illustrierte die Grundsätze stattdessen mit Praxisbeispielen und ausführlichen Zitaten.